# Brvnište
Brvnište je naseljeno mjesto u okrugu Považská Bystrica u Trenčínskom kraju u Slovačkoj.

## Stanovništvo
| Godina:     | 1993. | 2003.   | 2013.   | 2023.   |
| ----------- | ----- | ------- | ------- | ------- |
| Broj ljudi: | 1168  | 1184    | 1197    | 1172    |
| Razlika:    |       | +1,36 % | +1,09 % | -2,08 % |

| Godina:     | 2022. | 2023.   |
| ----------- | ----- | ------- |
| Broj ljudi: | 1182  | 1172    |
| Razlika:    |       | -0,84 % |

Prema podatcima o broju stanovnika iz 2023. godine naselje je imalo 1172 stanovnika.

## Vanjske poveznice
|  | Zajednički poslužitelj ima još gradiva o temi Brvnište |

- Službena stranica naselja (sl.)